# Electricistas del Necaxa
Para el equipo de fútbol, véase Club Necaxa.
Los Electricistas del Necaxa fue un equipo que participó en la Liga Mexicana de Béisbol con sede en la Ciudad de México, México.

## Historia
Los Electricistas participaron durante tres temporadas en la Liga Mexicana de Béisbol, desde la temporada de 1935 hasta la de 1937. Durante su primera temporada Electricistas terminó empatado en tercer lugar al ganar 6 juegos y perder 10. El siguiente año terminaron empatados en cuarto lugar con marca de 8 ganados y 12 perdidos. Para su última temporada pasaron a formar parte de la recién creada Zona Norte, donde terminaron en quinto lugar al ganar 4 juegos y perder 16, el siguiente año el equipo desapareció al reducir el número de equipos de la liga de 12 a 8.

## Estadio
Los Electricistas del Necaxa tuvieron como casa el Parque Delta con capacidad para 20,000 espectadores.

## Jugadores

### Roster actual
Por definir.

### Jugadores destacados
- José Luis "Chile" Gómez.
- Ricardo "Lácteo" Vargas.

### Números retirados
Ninguno.

### Novatos del año
Ninguno.

### Campeones Individuales

#### Campeones Bateadores
| Año | Nombre  | Porcentaje |
| --- | ------- | ---------- |
| NA  | Ninguno | NA         |

#### Campeones Productores
| Año | Nombre  | Producidas |
| --- | ------- | ---------- |
| NA  | Ninguno | NA         |

#### Campeones Jonroneros
| Año | Nombre  | Jonrones |
| --- | ------- | -------- |
| NA  | Ninguno | NA       |

#### Campeones de Bases Robadas
| Año | Nombre  | Bases |
| --- | ------- | ----- |
| NA  | Ninguno | NA    |

#### Campeones de Juegos Ganados
| Año | Nombre  | Récord |
| --- | ------- | ------ |
| NA  | Ninguno | NA     |

#### Campeones de Efectividad
| Año | Nombre  | Porcentaje |
| --- | ------- | ---------- |
| NA  | Ninguno | NA         |

#### Campeones de Ponches
| Año | Nombre  | Ponches |
| --- | ------- | ------- |
| NA  | Ninguno | NA      |

#### Campeones de Juegos Salvados
| Año | Nombre  | Juegos |
| --- | ------- | ------ |
| NA  | Ninguno | NA     |